# Yurok (taal)
Het Yurok of Weitspekan is een met uitsterven bedreigde taal van de Algische taalfamilie en de traditionele taal van de Yurok-indianen, de oorspronkelijke inwoners van Noordwest-Californië in de Verenigde Staten. De moderne Yurok leven in en rond de county's Del Norte en Humboldt en spreken over het algemeen Engels. Het Yurok wordt niet meer gebruikt in het dagelijkse leven van de stam en op dit moment zijn er nog maar een klein aantal vooral bejaarde sprekers van het Yurok die de taal als kinderen aanleerden. Er is een actief programma in de lokale gemeenschap en in scholen om de taal nieuw leven in te blazen.
The Yurok Language (1958) van R.H. Robins is het standaard referentiewerk inzake de grammatica van het Yurok.
Het Yurok en de uitgestorven Wiyot-taal vormen samen met de Algonkische subtaalfamilie de Algische taalfamilie. Yurok en Wiyot waren de enige twee Algische talen die van oudsher in het zuidwesten van de VS gesproken werden. De etnoloog en linguïst Edward Sapir was de eerste die het verband tussen de Algonkische talen en het Yurok en Wiyot erkende.